# 酒井美紀 (ゴルファー)
酒井 美紀（さかい みき、1991年5月24日 - ）は、日本の女子プロゴルファー。福島県いわき市出身。所属は国際スポーツ振興協会。東日本国際大学附属昌平中学・高等学校出身。血液型A型。趣味は嵐と超特急のグッツ集め。。

## 経歴
2007年、全国中学校選手権優勝、2010年に日本女子アマチュアゴルフ選手権競技で優勝する。同年、プロテストを3位で合格してプロに転向。
2011年LPGA新人奨励賞受賞、日本プロスポーツ新人賞受賞。
2014年に、アース・モンダミンカップでアン・ソンジュとのプレーオフを制し、プロ5年目にして初優勝を遂げる。同年にはミヤギテレビ杯ダンロップでも優勝し、年間2勝・賞金ランキング6位でシーズンを終え、2012年から10年連続でシード権を確保した。

## 契約先
ダンロップ（クラブ、ボール提供）、シナコバ（ウェア提供）

## 人物
父がゴルフ練習場を経営しており、姉の影響もあって、8歳でゴルフを始めた。
2011年の東日本大震災で自宅が被災した。
大の嵐と関ジャニ∞のファンでもあるが、殿堂入りしている。
現在はメインダンサー＆バックボーカルグループ超特急の大ファンであり、特に推しは5号車ユーキと11号車シューヤのドジブラコンビ。

## 主な成績

### アマチュア
（団体成績は除く）
- 2003年
  - JJGAポロゴルフジャパンジュニアクラシック・優勝
- 2004年
  - JJGAテーラーメイドアディダスゴルフジュニア　女子11歳以下の部・優勝
- 2006年
  - 東日本女子パブリックアマチュアゴルフ選手権・優勝
- 2007年
  - 全国中学校ゴルフ選手権・優勝
  - 日韓対抗中学・高校生ゴルフ選手権女子15～18歳の部・1位T
  - JJGAロレックスジュニアゴルフチャンピオンシップ・優勝
- 2009年
  - JJGAウィンタージュニアゴルフ選手権・優勝
  - 全日本サンスポ女子アマゴルフ選手権・優勝
- 2010年
  - 日本女子アマチュアゴルフ選手権競技・優勝

### プロ
- 2014年
  - アース・モンダミンカップ・優勝
  - ミヤギテレビ杯ダンロップ女子オープンゴルフトーナメント・優勝